# Alen Mirzojan
Alen Armenowicz Mirzojan (ros. Ален Арменович Мирзоян; ur. 17 lipca 1996) – rosyjski zapaśnik startujący w stylu klasycznym. 
Zajął dziewiąte miejsce na mistrzostwach Europy w 2025. Drugi na MŚ U-23 w 2017 i trzeci w 2018. Pierwszy na ME U-23 w 2017 i 2018. Trzeci na ME kadetów w 2013. Wicemistrz Rosji w 2020 i 2024; trzeci w 2017 i 2019 roku.